# Iglesia de Nuestra Señora de la Asunción (Tarancón)
La iglesia de Nuestra Señora de la Asunción en Tarancón (Provincia de Cuenca, España) es un templo parroquial de origen gótico, aunque su fábrica actual corresponde al estilo herreriano del siglo XVI.

## Historia
Situada en el barrio de El Castillejo, el más antiguo de la población, anteriormente a su construcción, desde el siglo XIII, existiría un templo de ubicación incierta, aunque probablemente en el mismo lugar donde se erige el edificio actual, y sería de estilo románico o bien protogótico. La primera iglesia dedicada a la Asunción de Nuestra Señora debió de levantarse en el siglo XV. Se trataba de un edificio gótico de una sola nave, con capillas laterales adosadas y bóveda de crucería, la cual persistió hasta finales del siglo XIX.
A últimos del XVI el templo experimentó una transformación radical, pasando a tener tres naves con planta de cruz latina y adoptando el estilo herreriano. La ampliación fue realizada por Pedro de Solórzano. En el XVIII se añadieron un coro alto y la torre. En los siglos XIX y XX el templo sufrió tres calamidades: en 1891 se hundió un arco toral, lo que hizo preciso desmontar la bóveda de crucería gótica; en 1936, al poco de estallar la Guerra Civil, fueron quemados el archivo parroquial, el ajuar litúrgico y parte del mobiliario, y el espacio quedó destinado a parque móvil del Ejército republicano; por último, en 1949 la explosión de un cercano polvorín militar dañó gravemente la fábrica de la iglesia, la cual hubo de ser restaurada por la entidad Regiones Devastadas. La última restauración fue acometida en los años 1992 y 1993.
En 2002 la iglesia fue declarada bien de interés cultural con la categoría de Monumento Histórico-Artístico Nacional.

## Descripción

### Exterior
El acceso a la iglesia se hace a través de una puerta conocida como Arco de la Malena, único resto de la barbacana medieval conocida como El Castillejo.
En los lienzos se abren tres portadas: la Portada principal, en el pie de la iglesia, es una reconstrucción completa de 1949 que oculta los vestigios de una gran portada gótica y cuyo cuerpo superior contiene en hornacina una estatua de la Asunción de la Virgen, obra del escultor conquense Fausto Culebras; la Puerta del Cierzo, en la fachada norte, es de estilo puramente herreriano y está estructurada en cuatro grandes columnas de jónicas que sostienen un arquitrabe con cornisa y un frontón triangular achatado; y la más sencilla, la Puerta del Sol, situada en el lado meridional, consiste en un arco de medio punto flanqueado por pilastras lisas con frontón superior.
La torre tiene un campanario de tres cuerpos, el inferior cuadrado y los dos superiores, en tamaño decreciente, octogonales. Es obra del primer tercio del siglo XVIII realizada por Luis de Arteaga, maestro de obras de la Catedral de Cuenca.

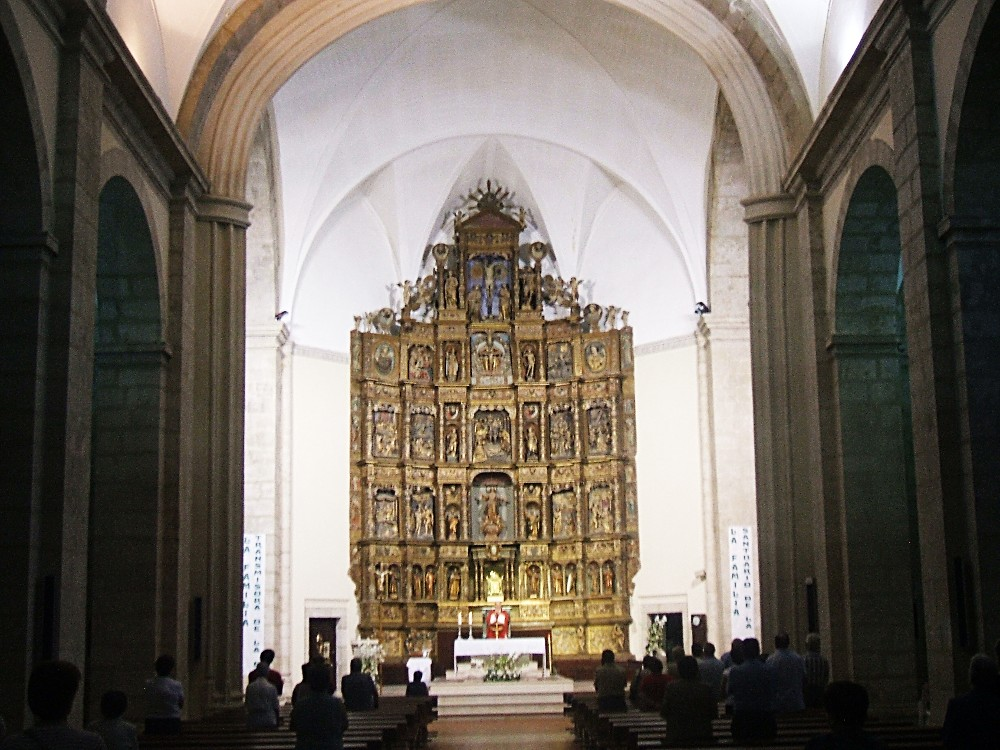
Cabecera.

### Interior
La fábrica que puede contemplarse hoy consta de tres naves divididas en cuatro tramos; la nave central está cubierta con bóveda de cañón rebajada, arcos formeros con fajones, lunetos y amplia cornisa corrida, y las naves laterales con bóvedas de arista.
Capilla Mayor
En el altar mayor, cubriendo un ábside de tres ochavos con arquería apuntada, se encuentra el retablo dedicado a la Asunción de la Virgen, obra de Pedro de Villadiego, comenzada a ejecutar hacia 1548, y soberbio ejemplo del arte plateresco, bien que muy tardío y con asomos del estilo manierista. La mazonería está ejecutada en madera de pino tallada y estofada, y consta de cuatro cuerpos y siete calles con entrecalles en los extremos a modo de guardapolvos, más sotabanco, predela y ático con calvario. Los tramos están separados por frisos con relieves y medallones, cornisas, estatuillas y columnas abalaustradas. La imagen de la titular del templo ocupa la hornacina principal del cuerpo segundo.
En 1936 fueron destruidas todas las estatuas que poblaban los nichos del primer cuerpo y la original de la Asunción de la Virgen. En total, hay doce paneles con altorrelieve. Sus medidas aproximadas son 15 metros de largo por 9 de ancho. La mesa del altar y la sillería del presbiterio se perdieron también en los destrozos deliberados de 1936.
Actualmente (2011) el retablo se encuentra en restauración gracias a un acuerdo entre Ayuntamiento, Obispado y 2 grandes empresas de la localidad. Se prevé que la restauración acabe en 2013.
Sacristía
A la derecha de la Capilla Mayor, dentro de la cual se conserva una cajonería de nogal del siglo XVIII. Frente a esta pieza se ha colocado un lienzo del XVII titulado Llanto sobre Cristo muerto, atribuido al taller de Alonso Cano. Bajo el cuadro, en una vitrina, se exponen algunos objetos de orfebrería litúrgica.

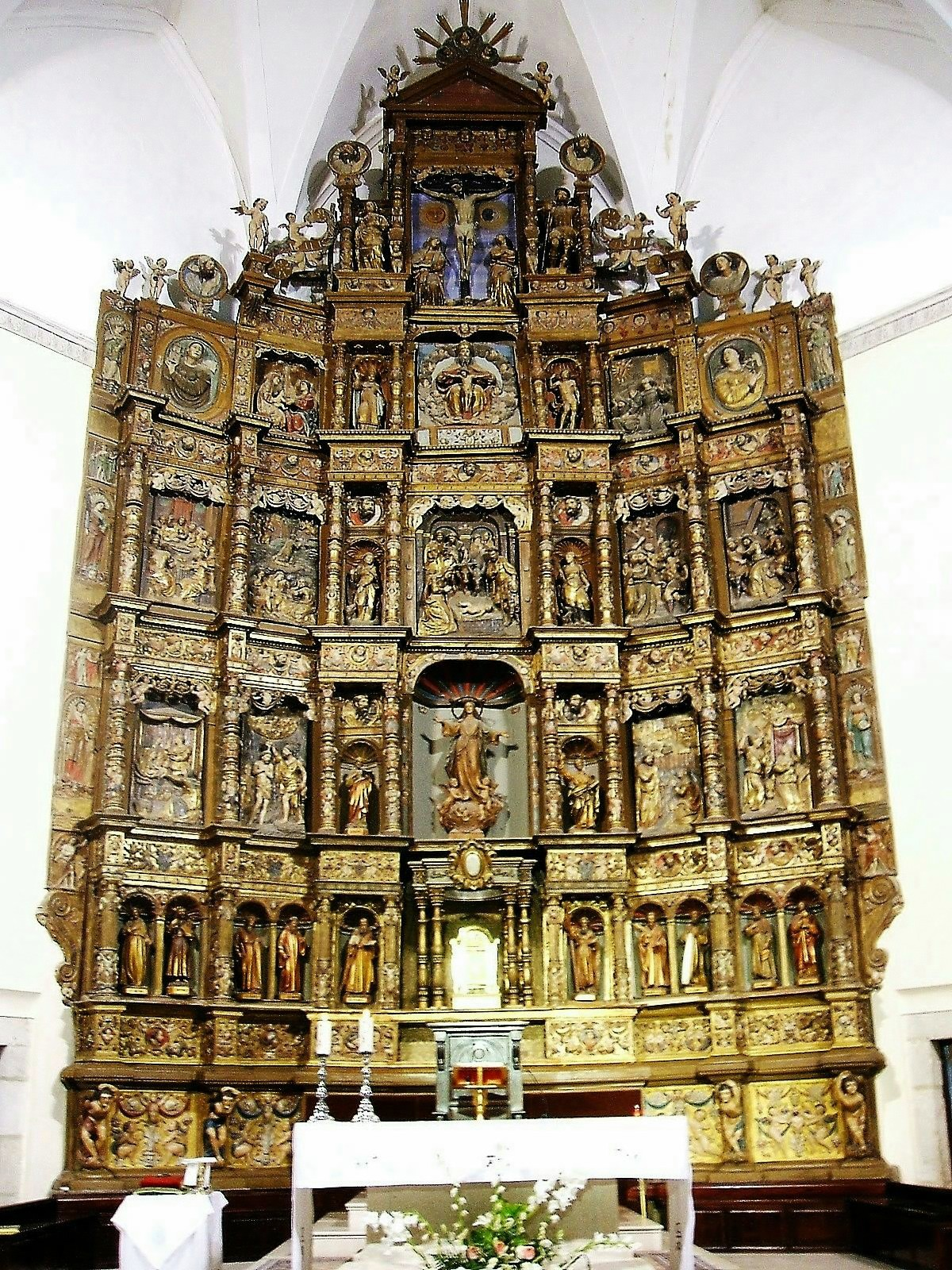
Retablo mayor.

Retablo de Nuestra Señora del Sagrario
Situado en el brazo meridional del transepto, es obra del siglo XVII en estilo postherreriano, de madera dorada y policromada. El cuerpo principal lo forma un gran lienzo, pintado hacia 1645, representando a la Virgen del Sagrario, flanqueada por dos pares de columnas estriadas de orden compuesto. El ático está ocupado por otro cuadro, en el que se representa a la Santísima Trinidad
Retablo de San José
En el testero meridional del transepto, es obra moderna que sustituyó a un retablo del siglo XIX destruido en 1936. Alberga la imagen de San José.
Capilla de San Antón
Ocupa el lugar, en la nave de la Epístola, que en otro tiempo albergó a la Capilla de Nuestra Señora de la Antigua, de estilo barroco. En este retablo está situada la imagen de San Antón que sale en romería cada 17 de enero por las calles de Tarancón. Queda como recuerdo de esta época arquitectónica una cúpula de gajos un tanto ovalada, sostenida por pechinas, en las cuales figuran relieves en forma de águila imperial bicéfala.
Retablo de Jesús de Medinaceli
Advocación incorporada después de la Guerra Civil, es representada por una talla de Ntro. Padre Jesús de Medinaceli labrada en 1954. Aquí estuvo el retablo de Nuestra Señora del Rosario, obra barroca desaparecida en 1936.
Cuadro de Ánimas
Situado a los pies de la nave de la Epístola, es un lienzo del XVIII que representa a la Virgen del Carmen con el Niño en brazos, el cual ofrece el escapulario milagroso a las ánimas del Purgatorio.
Capilla del Santísimo Cristo de la Exaltación
Contiene una talla del Crucificado obra del artista conquense Vicente Marín. Esta capilla ha sido renovada el pasado año 2010. Este retablo cuenta con las imágenes de la Devota y Fervorosa Hermandad Penitencial y Cofradía de esclavos de la Exaltación de la Santa Cruz y Dulce Nombre de María Santísima.
Coro
Construcción como se dijo del XVIII, poseía un órgano de tubos que fue destruido en 1936.
Retablo del Cristo de Burgos
A los pies de la nave del Evangelio, donde antes estuvo el Retablo de San Antón, está hecho en mármol y encuadra la imagen de su titular, y las de Nuestra Señora de la Paz y San Francisco. Fue mandado construir después de la Guerra Civil por la familia García Barroeta-Aldamar, que tiene aquí su enterramiento, y es obra del marmolista conquense Bieto.
Retablo de Nuestra Señora de Fátima
Situado en el lugar en que antes estuvo el Retablo del Cristo de Burgos, es una advocación nueva. El retablo, como otros elementos del mobiliario añadidos al templo tras los destrozos de 1936, carece de valor artístico.
Retablo de Nuestra Señora del Carmen
Sustituye al antiguo, del XVIII, cuyo cuerpo principal estaba formado por el Cuadro de Ánimas. En él se encuentra la imagen de la virgen del Carmen, patrona de los marineros.
Retablo de Nuestra Señora de Riánsares
Ocupa el testero norte del transepto y es, como su gemelo el de San José, de grandes proporciones. En él se deposita la imagen de Nuestra Señora de Riánsares, patrona principal de Tarancón, cuando está en el pueblo, es decir, del 15 de agosto al 28 de enero. El resto del año permanece en su Santuario, en las afueras de la población. La imagen actual es del escultor Luis Marco Pérez y sustituye a la antigua, del siglo XIII, desaparecida en 1936. Cuando no está en Tarancón se coloca en el retablo un lienzo del XIX. En este retablo también se encuentran las imágenes de San Víctor y Santa Corona, copatronos de la ciudad taranconera.
Retablo de Nuestra Señora de la Soledad
Se hizo, después de la Guerra Civil, a imitación del destruido de Nuestra Señora del Rosario, ya que ocupa el mismo lugar que este, pero en el testero de la nave del Evangelio. En la hornacina central se venera la imagen de vestir de Nuestra Señora de la Soledad, a cuyos pies, ya en el banco, se ha situado la imagen del Cristo Yacente. Antiguamente ocupaba este lugar el retablo dedicado a Santa Filomena. En este retablo también se encuentran las imágenes de San Juan y Santa María Magdalena, esta última del escultor conquense Luis Marco Pérez.
Capilla de la Concepción
Con entrada desde la Capilla Mayor, frente a la puerta de la Sacristía, la Capilla de la Concepción fue fundada a finales del siglo XVI por el párroco Juan de Solier Cañizares. Tiene un bello retablo, constituido por un gran lienzo sobre tabla, entre dos columna estriadas y doradas, de orden compuesto, que representa la Concepción Activa de María.
Capilla de Jesús Nazareno
Queda justamente detrás de la Capilla Mayor. Es de gran pureza arquitectónica, con elegante cúpula de gajos y artística linterna. Fue construida bien entrado el siglo XVII. Tenía un magnífico retablo barroco, con pinturas e imágenes de bulto, destacando la de Jesús Nazareno, pero fue saqueada en 1936, por lo que las imágenes y el retablo actuales son modernas y sin valor.

## Galería adicional de fotos

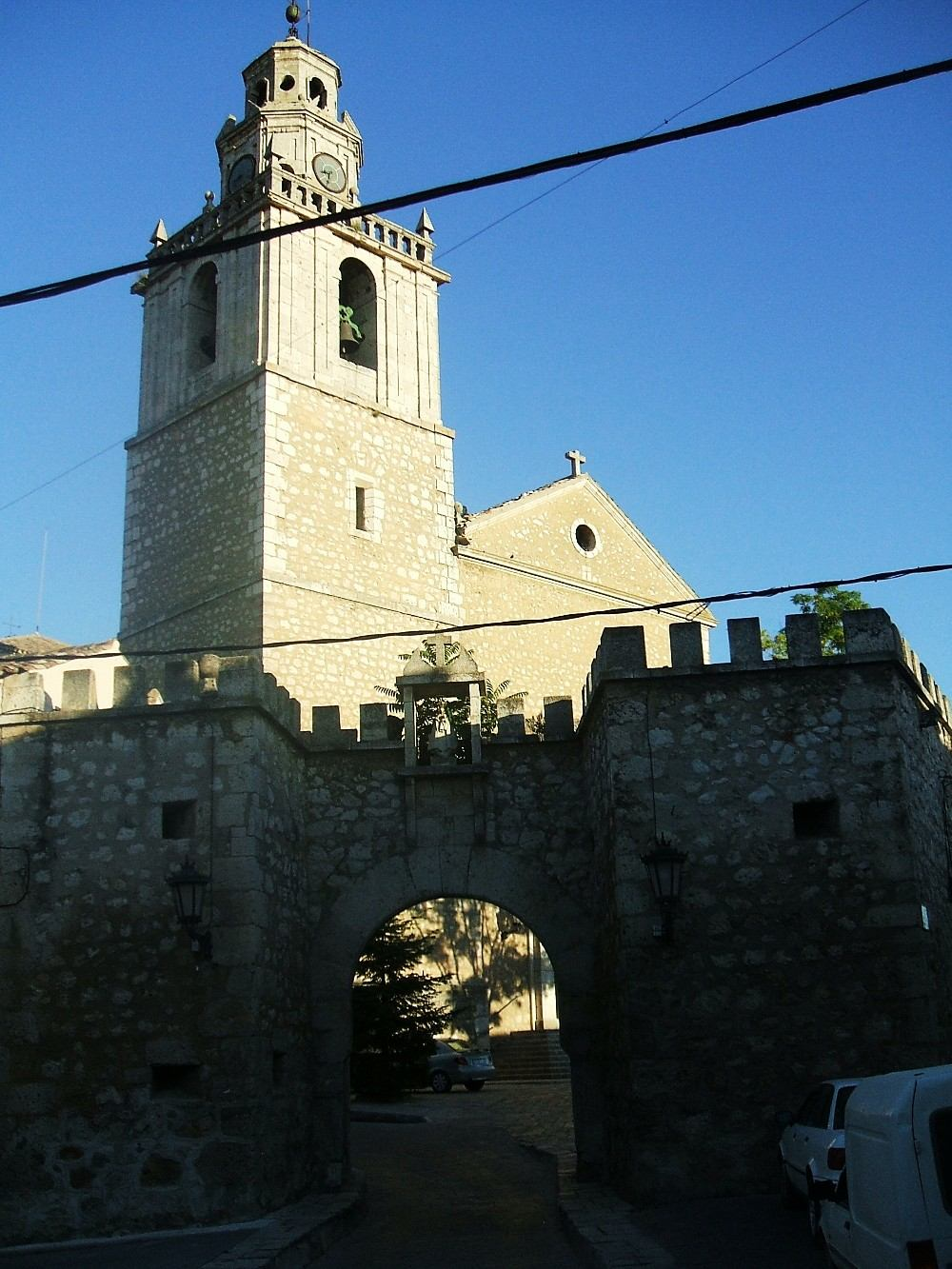
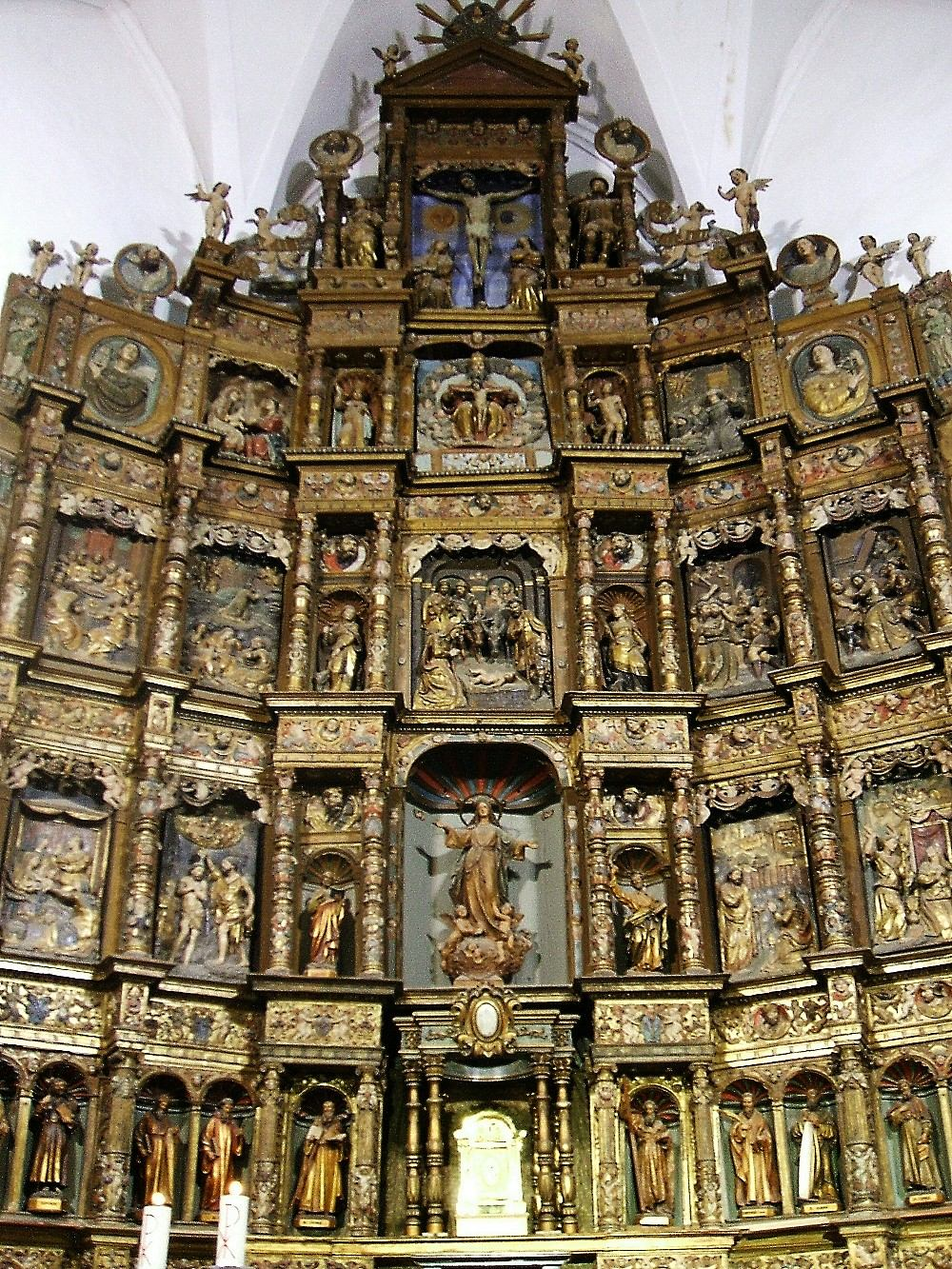